# آورو ۶۳۶
آورو ۶۳۶ (به انگلیسی: Avro 636) یک هواپیمای ساختِ کارخانهٔ آورو در کشور بریتانیا است که در سال ۱۹۳۵ ساخته شد. این هواپیما در ۱۹۳۵ میلادی نخستین پرواز خود را انجام داد.